# Горський Олег Віталійович
Горський Олег Віталійович (3 вересня 1947, м. Київ — 3 жовтня 2004) — український журналіст, радіоведучий.

## Біографія
Закінчив Київську державну консерваторію, оркестровий факультет, клас віолончелі (1968—1977).  
З червня 1975 — редактор, старший редактор, завідувач відділу, коментатор, завідувач редакції, продюсер, заступник головного редактора ТВО «Промінь» Держтелерадіо України (Національна радіокомпанія України).
Член Спілки журналістів України з 1978 року.
Стажувався у Всесоюзному інституті підвищення кваліфікації працівників радіо і ТБ (Москва) у 1981 році. 
З 1992 року ведучий популярного хіт-параду «12 мінус 2». Завдяки Олегові та його хіт-параду чимало виконавців стали відомими. Серед них: Валерій Меладзе, Ані Лорак, Віктор Павлик, Олександр Пономарьов, Таїсія Повалій, «ВВ», Ірина Білик та інші. Передача почала виходити за чотири роки до Території-А — іншого відомого українського хіт-параду.
Підготував як фахівців чимало радіоведучих, серед них відомого радіожурналіста Олексія Когана.
Остання передача, яку він зробив, вийшла в ефір 3 вересня 2004 року — хіт-парад «Доміно». Це сталося за місяць до смерті ведучого.